# Barna levélszövő
A barna levélszövő (Clostera anastomosis) a púposszövőfélék családjába tartozó, Eurázsiában honos éjjeli lepkefaj. 

## Megjelenése
A barna levélszövő szárnyfesztávolsága 3,2-3,8 cm. Alapszíne változatos, általában vöröses középbarna vagy vörösessárga. A sötét színű példányokon a homlok és a tor középvonala sötétbarna, a tor kékesbarna, a potroh kissé sárgás. Az elülső szárnyon három világos, sötéten árnyékolt harántvonal halad keresztül. A szegélysáv barna, szaggatott. A hátsó szárny szürkés. Az elülső szárny fonákja sötétebb, a hátulsóé világosabb szürkésbarna; a hátulsón halvány harántsáv található. A szegélytérben narancsszínű elmosódó foltok lehetnek. A szárnyak rojtja barna . A világos színű példányok teste és alapszíne sárga, főleg az elülső szárnyon vöröses árnyalattal és világos narancsszínű foltokkal. A fonák világossárga.
Petéi félgömb alakúak, eleinte szürkék majd vörösbarnák; a nőstény egy nagy kupacban rakja le őket.   
A kifejlett hernyó barna, hátán sárga szélű sötét sávval, szelvényenként két-két fehér pöttyel. A 4. szelvényen és a test végén erős, púpszerű, fekete szemölcs látszik. A 2. és 3. szelvényen erősebb, az 5-10. és 12. szelvényen kisebb élénkvörös szemölcs található. Bábja fényes feketésbarna, vörösbarna sávokkal.

### Hasonló fajok
A tarka levélszövő, a rövidszárnyú levélszövő és az apró levélszövő hasonlít hozzá.

## Elterjedése
Eurázsiában honos, Franciaországtól egészen Japánig. Magyarországon mindenütt előfordulhat, viszonylag gyakori. 

## Életmódja
Ártéri erdők, ligeterdők, nedvesebb elegyes erdők, erdőszélek, patakvölgyek lakója.  
Évente két (Dél-Európában három) nemzedéke nő fel, imágóit május-júniusban és július-szeptemberben lehet látni (két héttel később, mint a Clostera nem többi hazai tagját). Hernyója nyár- és fűzfajok leveleivel táplálkozik; fiatalon csoportosan, később magányosan. A hernyók egy része áttelel, mások még ősszel bebábozódnak és úgy vészelik át a telet.   

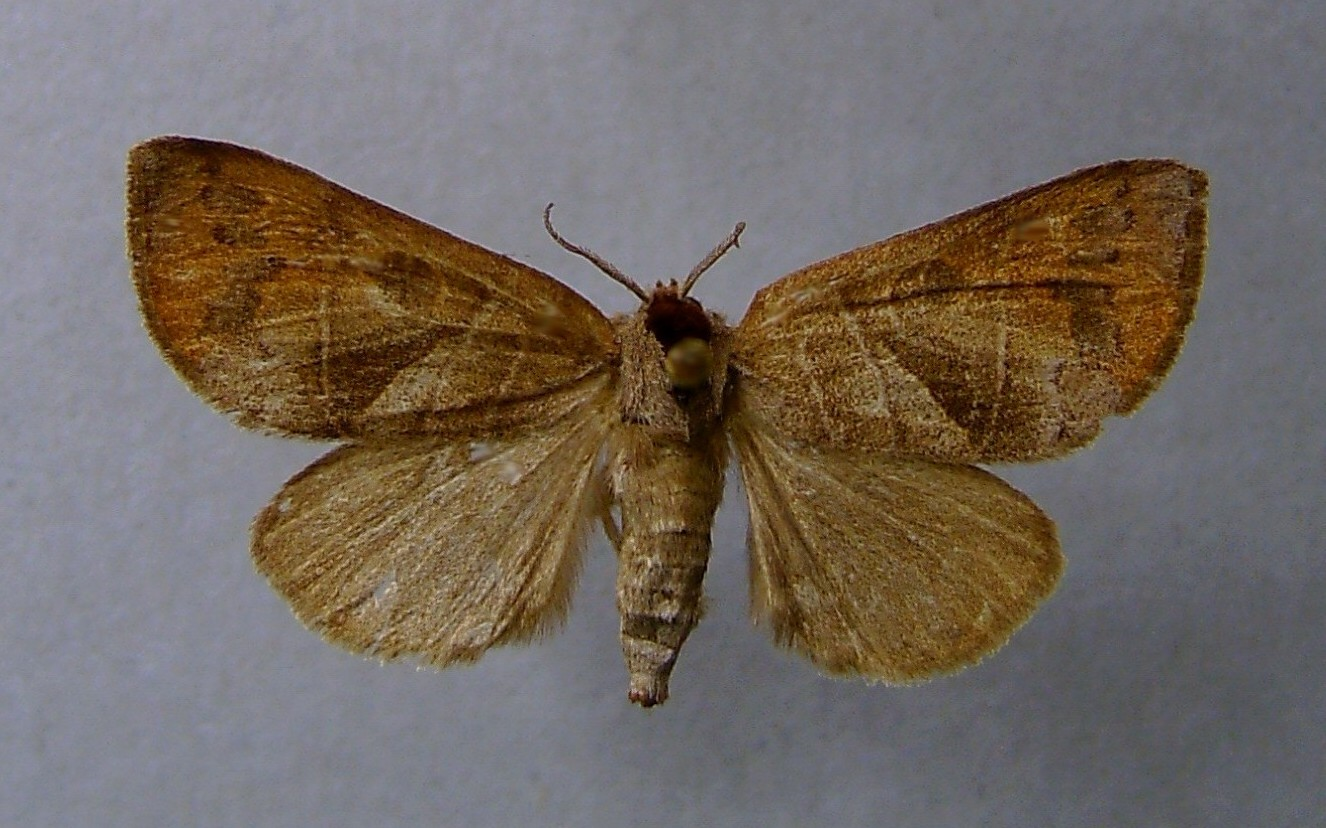
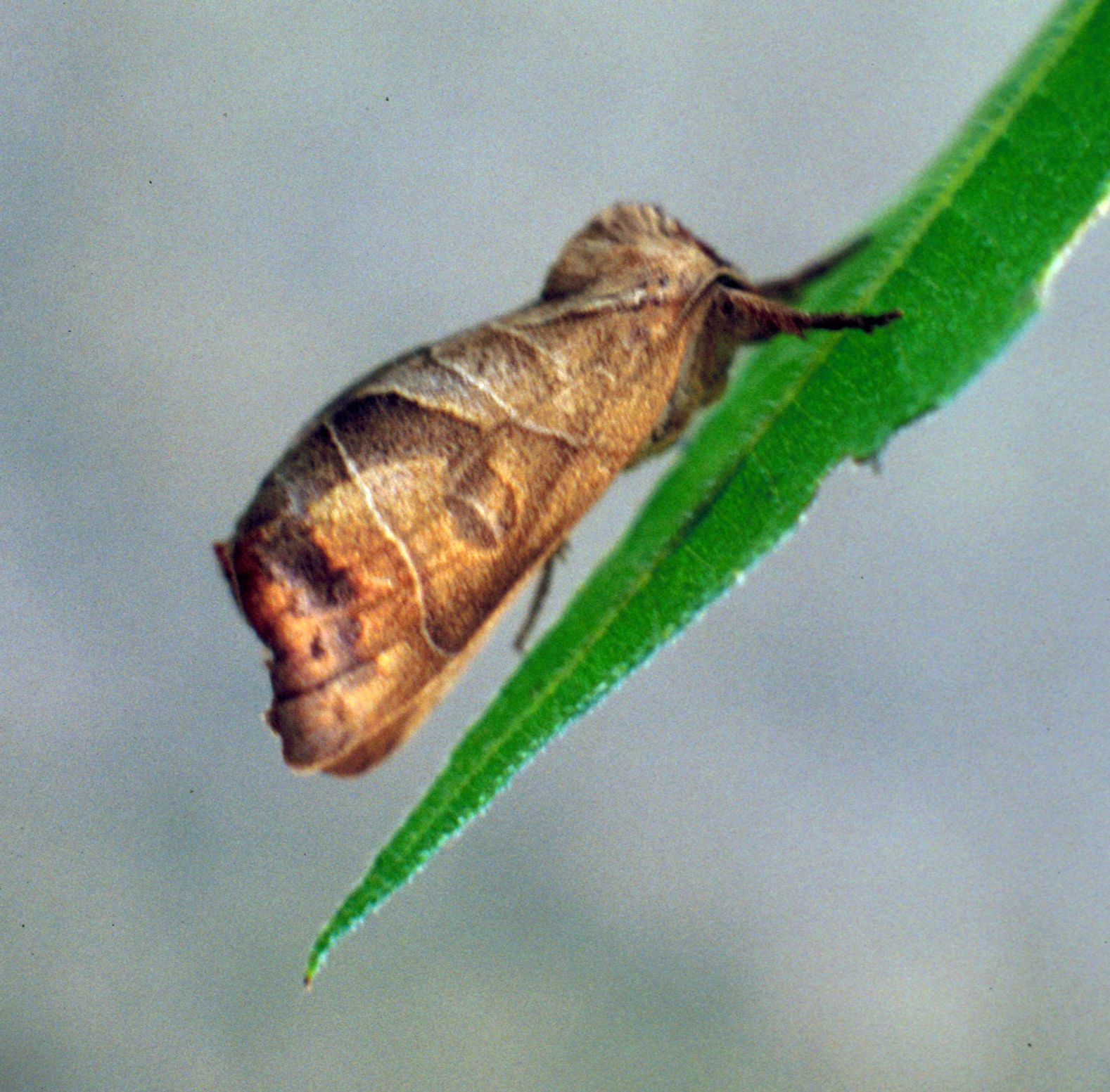
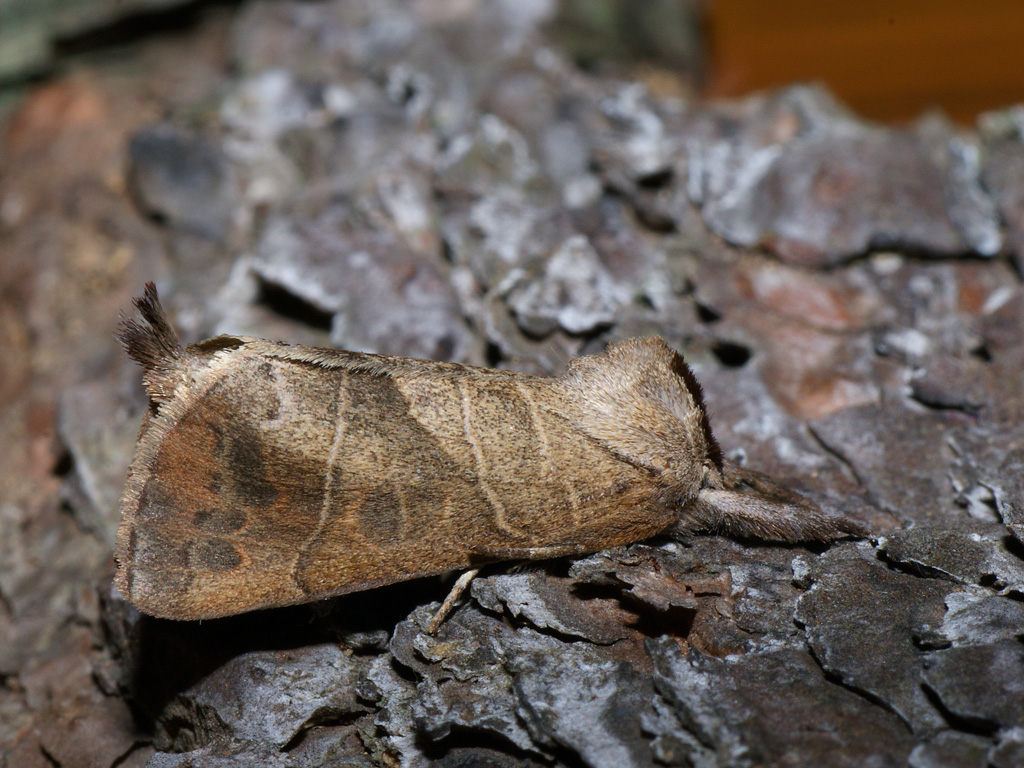
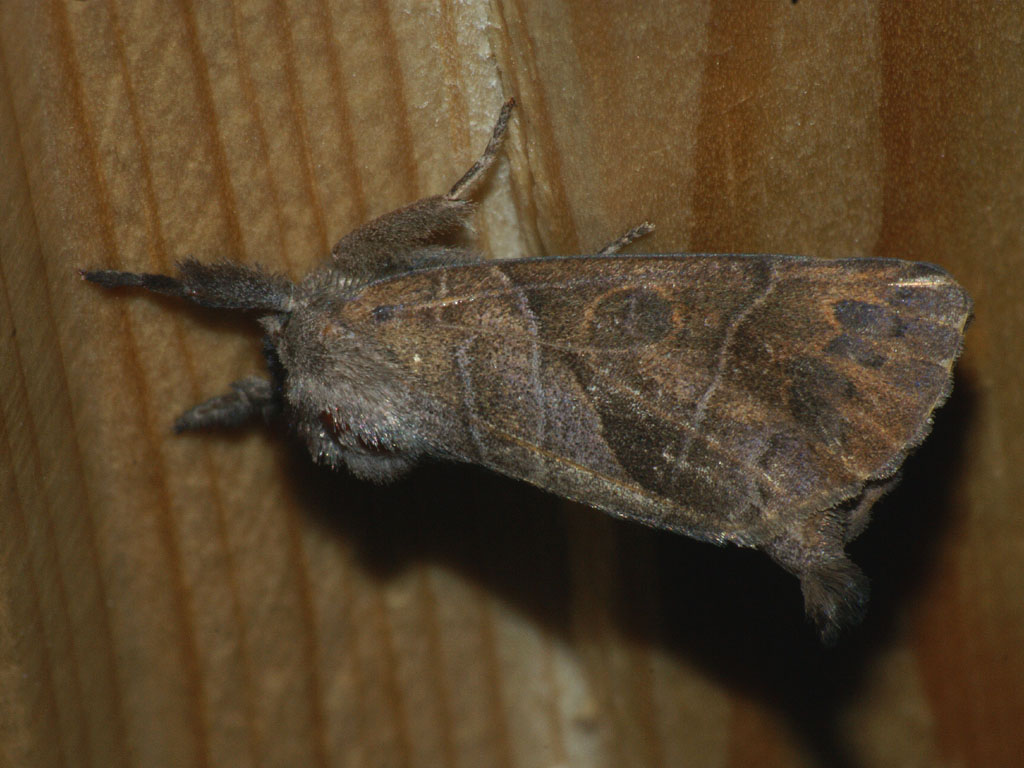
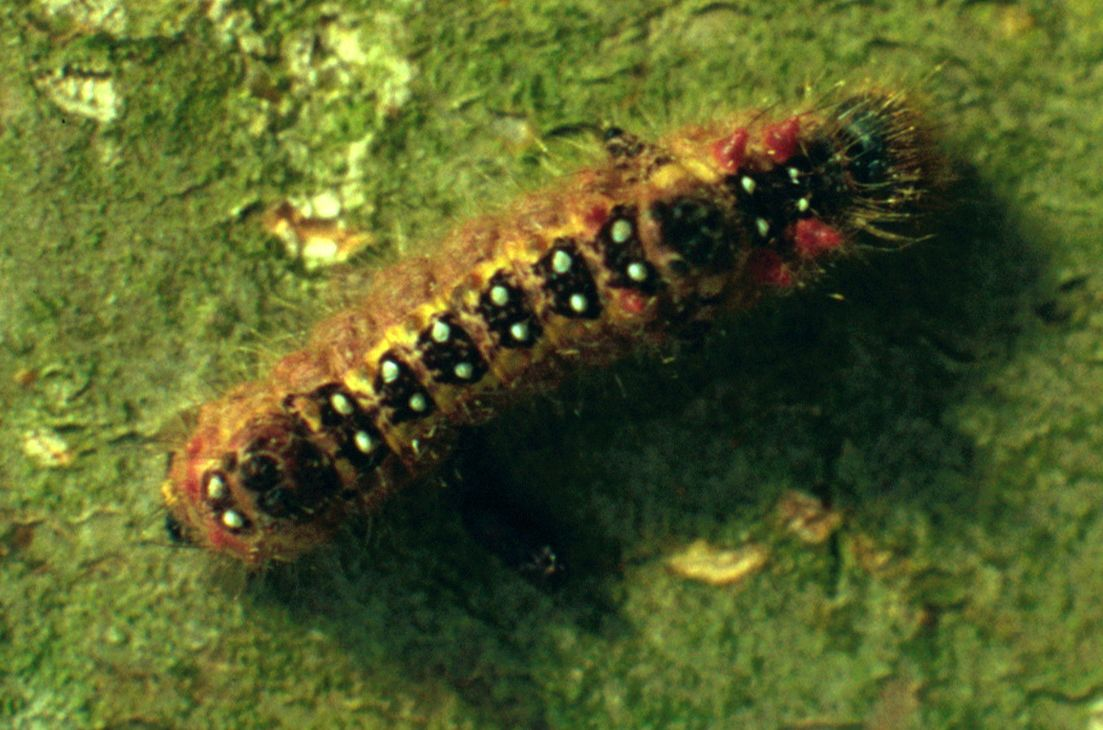

Magyarországon nem védett.